# Dorcadion iranicum
Dorcadion iranicum là một loài bọ cánh cứng trong họ Cerambycidae.